# Eteona aeruginea
Eteona aeruginea är en fjärilsart som beskrevs av Hans Fruhstorfer 1907. Eteona aeruginea ingår i släktet Eteona och familjen praktfjärilar. Inga underarter finns listade i Catalogue of Life.